# Domæne (biologi)
| Biologisk klassifikation                                                             |
| ------------------------------------------------------------------------------------ |
| Domæne Rige Række / Division Klasse Orden Familie Tribus Slægt Art Underart Varietet |

 Denne artikel omhandler biologiske domæner. Opslagsordet har også en anden betydning, se Proteindomæne.
Domænet (latin: regio) er inden for biologisk systematik den øverst placerede kategori. Et domæne omfatter et eller flere Riger.

## Inddeling af liv
Alle levende organismer tilhører ifølge moderne systematik et af følgende domæner:
- Bakterier - Bacteria
- Arkæer - Archaea
- Eukaryoter - Eukarya

Virus, som på en vis måde kan betragtes som en form for liv, indgår ikke i ovenstående inddelingssystem, men behandles normalt helt separat.
Ifølge ældre systematik blev organismerne inddelt i kun to domæner, prokaryoter og eukaryoter. Denne klassificering baseredes på studier af cellernes udseende, nærmere bestemt på forekomsten af cellekerne (hos eukaryoter) eller manglen på samme (hos prokaryoter). Den moderne klassificering er i stedet baseret på sammenligning af DNA og RNA.

## Historie
| Linnaeus 1735             | Haeckel 1866 | Chatton 1925 | Copeland 1938 | Whittaker 1969 | Woese et al. 1990 | Cavalier-Smith 1998 |
| ------------------------- | ------------ | ------------ | ------------- | -------------- | ----------------- | ------------------- |
| 2 riger                   | 3 riger      | 2 'domæner'  | 4 riger       | 5 riger        | 3 domæner         | 6 riger             |
| (mikrober ikke beskrevet) | Protista     | Prokaryota   | Monera        | Monera         | Bacteria          | Bacteria            |
| (mikrober ikke beskrevet) | Protista     | Prokaryota   | Monera        | Monera         | Archaea           | Bacteria            |
| (mikrober ikke beskrevet) | Protista     | Eukaryota    | Protoctista   | Protista       | Eukaryota         | Protozoa            |
| (mikrober ikke beskrevet) | Protista     | Eukaryota    | Protoctista   | Protista       | Eukaryota         | Chromista           |
| Vegetabilia               | Plantae      | Eukaryota    | Plantae       | Plantae        | Eukaryota         | Plantae             |
| Vegetabilia               | Plantae      | Eukaryota    | Plantae       | Fungi          | Eukaryota         | Fungi               |
| Animalia                  | Animalia     | Eukaryota    | Animalia      | Animalia       | Eukaryota         | Animalia            |

Bemærk at Woese 1990 ikke er anerkendt overalt!